# (300174) 2006 WM11
(300174) 2006 WM11 es un asteroide perteneciente al cinturón exterior de asteroides descubierto el 16 de noviembre de 2006 por el equipo del Lincoln Near-Earth Asteroid Research desde el Laboratorio Lincoln, Socorro, Nuevo México, Estados Unidos.

## Designación y nombre
Designado provisionalmente como 2006 WM11.

## Características orbitales
2006 WM11 está situado a una distancia media del Sol de 3,203 ua, pudiendo alejarse hasta 3,579 ua y acercarse hasta 2,827 ua. Su excentricidad es 0,117 y la inclinación orbital 20,61 grados. Emplea 2094,08 días en completar una órbita alrededor del Sol.

## Características físicas
La magnitud absoluta de 2006 WM11 es 14,8. 